# Nachman van Breslov
Nachman van Breslov (Hebreeuws: נחמן מברסלב, Jiddisch: רבי נחמן ברעסלאווער), ook wel bekend als Nachman van Oeman (Medzjybizj, 4 april 1772 - Oeman, 16 oktober 1810), was de enige rebbe van de chassidische beweging Breslov. Nachman van Breslov was een achterkleinkind van Yisroel ben Eliezer.

## Levensloop
Rebbe Nachman werd geboren op 4 april 1772 in de stad Medzjybizj, in de regio Podolië van het toenmalige Pools-Litouwse Gemenebest (het huidige Oekraïne). In hetzelfde jaar werd overeenstemming bereikt over de Poolse Delingen en werd de regio overgenomen door het  Russische Rijk.
Rebbe Nachmans moeder, Feiga, was de dochter van Adil (ook gespeld als Udel), dochter van de Baal Shem Tov, oprichter van het chassidisch jodendom. Zijn vader Simcha was de zoon van Rabbi Nachman van Horodenka, een van de discipelen van de Baal Shem Tov, naar wie Rebbe Nachman werd genoemd. Rebbe Nachman had twee broers, Yechiel Zvi en Yisroel Mes, en een zus, Perel.
Op 13-jarige leeftijd trouwde hij met Sashia, dochter van Rabbi Efraïm, en verhuisde naar het huis van zijn schoonvader in Ossatin (vandaag Staraja Osota). Hij verwierf zijn eerste discipel op zijn trouwdag, een jonge man genaamd Shimon die enkele jaren ouder was dan hij. Hij bleef lesgeven en nieuwe volgers aantrekken in de regio Medvedevka in de jaren die volgden. Rebbe Nachman en zijn vrouw Sashia kregen 8 kinderen. Sashia overleed 11 juni 1807.
In 1798–1799 reisde hij naar het land Israël, waar hij met eer werd ontvangen door de Hasidim die in Haifa, Tiberias en Safed woonden. In Tiberias bracht zijn invloed een verzoening teweeg tussen de Litouwse en Wolynische Hasidim.
Kort voor Rosj Hasjana, in 1800, verhuisde Rebbe Nachman naar de stad Zlatopol. De stedelingen nodigden hem uit om het laatste woord te hebben over wie de gebedsdiensten Rosj Hasjana en Jom Kipoer zou leiden. Gedurende deze tijd bezocht hij vele synagogen, waaronder de Grote Synagoge in Doebno in Wolynië (nu regio Rivne).
In 1802 verhuisde rebbe Nachman naar Bratslav, ook wel bekend als Breslov/Bracław.

### Vertrek naar Oeman
In mei 1810 brak er een brand uit in Bratslav, waardoor het huis van Rebbe Nachman werd verwoest. Een groep haskalah die in Oeman woonden, nodigden hem uit om in hun stad te wonen, en zorgden voor huisvesting voor hem toen zijn ziekte verergerde. Rebbe Nachman Uman had hij zijn discipelen verteld: "Dit is een goede plek om begraven te worden." Hij verwees naar de begraafplaats waar tweeduizend (volgens sommige bronnen twintigduizend) Joodse martelaren van het bloedbad van Oeman uit 1768 werden begraven. Rebbe Nachman stierf op 38-jarige leeftijd aan tuberculose op de vierde dag van Soekot van het jaar 1810 en werd begraven op die begraafplaats. Oeman is tegenwoordig een van de grootste joodse pelgrimsoorden buiten Israël. Alleen al in 2010 bezochten dertigduizend chassidische joden deze stad, hetgeen soms tot rellen met de lokale bevolking zorgt.